# Українська Католицька Церква Св. Марії (Манчестер)
Українська греко-католицька церква Успіння Богородиці у Манчестері розташована на дорозі Чітем-Гилл, недалеко від перехресття з Міддлтон-роуд та Лестер-роуд у північному Манчестері, Англія. 
Перебуває під юрисдикцією Лондонська єпархія Пресвятої Родини Української Греко-Католицької Церкви. 